# Caribou (Californie)
Pour les articles homonymes, voir Caribou (homonymie).
Caribou est une census-designated place du comté de Plumas, dans l'État de Californie, aux États-Unis,. En 2020, elle compte une population d'un habitant.